# Lijst van burgemeesters van IJsselstein
Dit is een lijst van burgemeesters van de Nederlandse gemeente IJsselstein in de provincie Utrecht.
| Ambtsperiode | Naam burgemeester                      | Partij of stroming | Bijzonderheden                                       |
| ------------ | -------------------------------------- | ------------------ | ---------------------------------------------------- |
| 1815-1842    | J.F. Beijen                            |                    |                                                      |
| 1818-1824    | Hendrik Hooft Graafland                |                    | 2e burgemeester                                      |
| 1842-1847    | W.G. Story van Blokland                |                    |                                                      |
| 1847-1851    | P.C.J. Hooft Graafland                 |                    |                                                      |
| 1851-1857    | Dirk (D.) Voortman (1813-)             |                    | eerder burgemeester van Heukelum                     |
| 1857-1864    | Anne Gilles baron van Reede tot Ter Aa |                    |                                                      |
| 1864-1866    | Jacob Carel Frederik baron van Heerdt  |                    |                                                      |
| 1866-1873    | Johannes Adrianus van Hengst           |                    | later burgemeester van Loenen, Loenersloot en Ruwiel |
| 1873-1879    | Otto Anne Gustaaf Walland              |                    |                                                      |
| 1879-1894    | Arnoud Mari Emile des Tombe            |                    |                                                      |
| 1894-1906    | Hendrik Willem Jan Roijaards           |                    |                                                      |
| 1906-1928    | H.J. Kronenburg                        |                    |                                                      |
| 1929-1943    | J.J. Abbink Spaink                     | RKSP               |                                                      |
| 1944-1945    | H. Moot                                | NSB                |                                                      |
| 1945-1962    | J.J. Abbink Spaink                     |                    |                                                      |
| 1962-1970    | A.H. van der Post                      | KVP                |                                                      |
| 1971-1980    | Jos (J.G.C.J.) Timmermans              | KVP                |                                                      |
| 1980-1991    | Maarten (M.) Roest Crollius            | KVP / CDA          |                                                      |
| 1991-2005    | Dr.mr. Dick (Th.E.M.) Wijte Med        | CDA                | naar rechterlijke macht Rotterdam-Dordrecht          |
| 2005-2007    | Doede (D.H.) Kok                       | VVD                | waarnemend                                           |
| 2007-2014    | Patrick (P.C.) van den Brink           | CDA                |                                                      |
| 2014-2015    | Marianne (M.N.) Kallen-Morren          | VVD                | waarnemend                                           |
| 2015-2025    | Patrick (P.J.M.) van Domburg           | VVD                | [ 1 ]                                                |
| 2025-heden   | Agnes (A.M.) Jongerius                 | PvdA               | waarnemend                                           |